# Two Crowded Hours
Pour plus de détails, voir Fiche technique et Distribution.
Two Crowded Hours est un film britannique réalisé par Michael Powell, sorti en 1931.

## Synopsis
Un meurtrier évadé de prison cherche à éliminer ceux qui ont témoigné contre lui. Un policier se met à sa recherche, aidé par un conducteur de taxi.

## Fiche technique
- Titre original : Two Crowded Hours
- Réalisation : Michael Powell
- Scénario : Joseph Jefferson Farjeon, Michael Powell (non crédité)
- Direction artistique : W.G. Saunders
- Photographie : Geoffrey Faithfull
- Montage : John Seabourne
- Production : Jerome Jackson, Harry Cohen
- Société de production : Film Engineering Company
- Société de distribution : Fox Film Company
- Pays d’origine :  Royaume-Uni
- Langue originale : anglais
- Format : noir et blanc — 35 mm — 1,20:1 — son Mono
- Genre : Comédie dramatique
- Durée : 43 minutes
- Date de sortie :
  - Royaume-Uni : 8 juillet 1931

## Distribution
- John Longden : Harry Fielding
- Jane Welsh : Joyce Danton
- Jerry Verno : Jim, le chauffeur de taxi
- Michael Hogan : Scammell
- Edward Barber : Tom Murray

## Autour du film
- C'est le premier film pour lequel Michael Powell est crédité comme réalisateur.